# Marainville-sur-Madon
Marainville-sur-Madon är en kommun i departementet Vosges i regionen Grand Est (tidigare regionen Lorraine) i nordöstra Frankrike. Kommunen ligger i kantonen Charmes som tillhör arrondissementet Épinal. År 2022 hade Marainville-sur-Madon 98 invånare.

## Befolkningsutveckling
Antalet invånare i kommunen Marainville-sur-Madon
| Referens: INSEE |